# Verșîno-Kameanka, Novhorodka
Verșîno-Kameanka (în ucraineană Вершино-Кам`янка) este o comună în raionul Novhorodka, regiunea Kirovohrad, Ucraina, formată numai din satul de reședință.

## Demografie
Componența lingvistică a comunei Verșîno-Kameanka
     Ucraineană (96,04%)
     Română (1,62%)
     Rusă (1,45%)
     Alte limbi (0,81%)
Conform recensământului din 2001, majoritatea populației comunei Verșîno-Kameanka era vorbitoare de ucraineană (96,04%), existând în minoritate și vorbitori de română (1,62%) și rusă (1,45%).